# Moraya
Moraya ist eine Ortschaft im Departamento Potosí im Hochland des südamerikanischen Andenstaates Bolivien.

## Lage im Nahraum
Moraya liegt in der Provinz Modesto Omiste und ist zentraler Ort des Cantón Moraya im Municipio Villazón. Die Ortschaft liegt auf einer Höhe von 3389 m an der Quebrada Captulas, einem der rechten Nebenflüsse des Río San Juan del Oro.

## Geographie
Moraya liegt im südlichen Teil der kargen Hochebene des bolivianischen Altiplano. Das Klima ist wegen der Binnenlage kühl und trocken und durch ein typisches Tageszeitenklima gekennzeichnet, bei dem die Temperaturschwankungen zwischen Tag und Nacht in der Regel deutlich größer sind als die jahreszeitlichen Schwankungen.
Die Jahresdurchschnittstemperatur liegt bei 13 °C (siehe Klimadiagramm Tupiza) und schwankt nur unwesentlich zwischen 8 °C im Juni/Juli und 16 °C von Dezember bis Februar. Der Jahresniederschlag beträgt nur etwa 300 mm, mit einer stark ausgeprägten Trockenzeit von April bis Oktober mit Monatsniederschlägen unter 10 mm, und einer Feuchtezeit von Dezember bis Februar mit 60–80 mm Monatsniederschlag.

## Verkehrsnetz
Moraya liegt 320 Straßenkilometer entfernt von Potosí, der Hauptstadt des gleichnamigen Departamentos, und 65 Kilometer entfernt von der Grenze zu Argentinien. Moraya ist Haltepunkt der Bahnlinie von Oruro über Uyuni nach Villazón.
Von Potosí aus führt die vom Titicacasee kommende Nationalstraße Ruta 1 nach Südosten und erreicht nach 37 Kilometern die Ortschaft Cuchu Ingenio. Hier zweigt die Ruta 14 ab, die in südlicher Richtung über Tumusla, Cotagaita und Hornillos nach 224 Kilometern die Stadt Tupiza erreicht. Von dort aus führt die Ruta 14 weiter über Suipacha, Yuruma und El Tambo nach Villazón an der argentinischen Grenze. Wenige hundert Meter südlich von El Tambo zweigt eine Nebenstraße in südöstlicher Richtung von der Hauptstraße ab und erreicht Moraya nach zwei Kilometern.

## Bevölkerung
Die Einwohnerzahl der Ortschaft ist in dem Jahrzehnt zwischen den beiden letzten Volkszählungen leicht zurückgegangen:
| Jahr | Einwohner         | Quelle       |
| ---- | ----------------- | ------------ |
| 1992 | keine Detaildaten | Volkszählung |
| 2001 | 196               | Volkszählung |
| 2012 | 187               | Volkszählung |
| 2024 |                   | Volkszählung |

Die Region weist einen deutlichen Anteil an Quechua-Bevölkerung auf, im Municipio Villazón sprechen 37,8 Prozent der Bevölkerung Quechua.